# Huasampillia
Genre
Synonymes
- Lucma Roewer, 1930

Huasampillia est un genre d'opilions laniatores de la famille des Gonyleptidae.

## Distribution
Les espèces de ce genre  sont endémique du Pérou.

## Liste des espèces
Selon World Catalogue of Opiliones (03/09/2021) :
- Huasampillia albipustulata Roewer, 1943
- Huasampillia scotia (Chamberlin, 1916)
- Huasampillia terribilis (Butler, 1874)

## Publication originale
- Roewer, 1913 : « Die Familie der Gonyleptiden der Opiliones-Laniatores. » Archiv für Naturgeschichte, sér. A, vol. 79, no 4, p. 1–256 (texte intégral).